# Гайдай, Георгий Федорович
Георгий Фёдорович Гайдай (10 февраля 1939, Золотоноша, Полтавская область — 29 мая 2005, Прилуки, Черниговская область) — советский и украинский краевед, музейный работник, исследователь украинского прошлого.

## Биография
Георгий Фёдорович Гайдай родился 10 февраля 1939 года в городе Золотоноша в Черниговской области в семье железнодорожника. Отца часто переводили с одного места роботы на другое. Накануне войны семья жила вблизи Одессы, а потом эвакуировалась на Урал. В 1944 году пятилетний Георгий вместе с родителями поселился в селе Линовица, Прилуцкий район, где проживали дедушка и бабушка.
После окончания Линовицкой средней школы в начале 1957 года Гайдай переехал в Прилуки, работал разнорабочим, каменщиком, в отделе кадров и диспетчерской строительно-монтажного управления № 5. Он собственными глазами видел истерзанные памятники архитектуры, старинные дома, захламленные прилуцкие парки и сады, чувствовал удивительную красоту реки Удай. После чего юноша окунулся в изучение прошлого Прилуцкого края. Гайдай часами просиживал в библиотеке и архиве, постепенно про расцвет во времена Гетманщины, прилуцких полковников — строителей и купцов, которые способствовали экономическому развитию Прилук, Сретенский собор, возведённый в 1889 году в память погибшего русского царя Александра II. В этом достаточно неординарном здании разместился краеведческий музей, основанный в 1919 году. Когда-то он имел большую и очень ценную художественную коллекцию, состаявшую из произведений украинских, русских и западноевропейских художников XVIII—XIX вв. Шедевры мировой живописи были собраны из покинутых панских усадеб Основою музея стала большая коллекция Галаганов из Сорокинского дворца.

## Деятельность
Обо всем этом Г. Гайдай узнал значительно позже, когда в январе 1973 г. занял должность старшего научного сотрудника, а впоследствии — главного хранителя Прилуцкого краеведческого музея. С тех пор началась его жизнь как музееведа, историка и краеведа. Из-под пера Г. Ф. Гайдая выходят путеводитель «Прилуки» (1981), буклет «Прилуцкий краеведческий музей» (1994), «Книга памяти» (1995) о погибших воинов из Прилуччины, «Прилуки: Город старинный» (2003). Г. Гайдай-автор многочисленных историко-краеведческих публикаций, посвященных Прилуцкому краю, страницам истории, геральдике, памятникам истории и архитектуры, историкам и краеведам, выдающимся деятелям. Исследователь вернул забытые имена прилуцких полковников А. Якубовича, П. Носача, П. Дорошенко, И. Щербины, И. Маценко, Л. Горленко, показал значение их деятельности для истории, экономического и культурного развития Прилуччины.
Чтобы донести до широких слоев земляков знания о «белые» пятна истории прилуцкой земли, Г. Гайдай стал одним из инициаторов создания историко-краеведческой газеты «Скарбниця». С 1992 г. её начали издавать музей и краеведческое общество им. В. И. Маслова. Довольно часто на страницах газеты публиковались статьи Г. Гайдая по истории Украины, приудайского края, его выдающихся людей. Он высоко ценил значение печатного слова на страницах газеты «Град Прилуки», создал городской журнал «Родной берег», первый номер которого увидел свет в 2005 году. Журнал насыщен интересными материалами о историческое прошлое, памятники истории и культуры, выдающихся писателей, жизнь и деятельность которых связаны с Прилуки. Гайдай имел возможность публиковать свои научные разработки на страницах журналов «Млечный путь», «Украинский мир», «Украинская культура», энциклопедического справочника «Черниговщина».
Г. Гайдай был научным консультантом и редактором многих историко-краеведческих изданий. Длительное время возглавлял краеведческое общество им. В. И. Маслова, членами которого были известные исследователи Прилуччины И. А. Ивахненко, А. А. Савон, А. А. Денисенко, А. Г. Рыженко.
Как музеевед г. Гайдай планировал открыть музеи народного артиста Украины М. Ф. Яковченко и поэтессы Л. В. Забашты, которые родились в Прилуках. Он автор тематико-экспозиционного плана новой экспозиции, посвященной уроженцу Прилук Герою Советского Союза А. В. Кошевому (1926—1943). Г. Гайдай обошел все села района, составил о них исторические справки, описал и зафиксировал архитектурные и исторические памятники. В 80-х гг. XX в. помогал создавать музеи на общественных началах в школах, организациях города и района. Именно Г. Гайдай разработал и построил экспозицию музея Советско-чехословацкой дружбы в с. Рассвет Нежинского района, где в 1943 г. вступили в бой с гитлеровцами воины чехословацкого корпуса Л. Свободы. На II съезде Всеукраинского союза краеведов, который состоялся в Киеве 25 декабря 1996 г., одобрительно была отмечена работа Прилуцкого краеведческого музея. В этом большая заслуга Г. Ф. Гайдая, которого часто сравнивают с В. И. Масловым, исследователем, краеведом, патриотом, директором Прилуцкого музея.
Как член общества «Просвита», он болел за возрождение духовности и культуры родного края. История для Г. Гайдая-удел конкретных людей, поэтому и поиски определённых исторических подробностей приносили наслаждение. Он искренне делился своими достижениями со всеми, кто обращался к нему за помощью и консультацией. В частности, предоставил материалы Петру Журу, петербургскому исследователю жизни и творчества Т. Г. Шевченко, для написания книги «Первое лето» о приезде великого поэта в Украину летом 1843 г.
К сожалению, не все планы и мечты суждено ему воплотить в жизнь. 29 мая 2005 года Гайдай умер, оставив в наследство исторические студии о старинном городе на зеленых берегах красавицы-реки Удая, выдающихся людях Прилуцкого края. Верится, что следующие поколения историков и краеведов достойно воспользуются наследием Георгия Федоровича Гайдая.

## Труды
- ПРИЛУКИ: Іл. путівн. — К.: Реклама, 1981. — 32 с.
- ПРИЛУЦЬКИЙ краєзнавчий музей: Буклет. — Прилуки, 1994. — 6 с.
- КНИГА пам’яті: Воїнам — прилучанам, які загинули у Великій Вітчизняній війні 1941—1945 рр. — Чернігів, 1995. — 167 с.
- ПРИЛУКИ: Місто старовинне. — Прилуки: АІР-Поліграф, 2003. — 70 с.
- Матеріальна культура Прилуччини: 1. Промисли та ремесла /Гол. ред. і наук. консультант Г. Ф. Гайдай. — Прилуки, 2004. — 116 с.
- ІВАНИЦЯ. Земля козацька: Історико — краєзнавчий нарис. — Ніжин: Аспект-Поліграф, 2005. — 216 с.
- ПРИЛУКИ. Столиця козацького краю. — Прилуки, 2005. — Буклет.
- Голубівка: Істор. — краєзн. нарис /Ред. і наук. консультант Г. Ф. Гайдай. — Чернігів, 2005.- 62 с.
- ФОРТЕЦЯ над Удаєм //Рідний берег. — 2006. — 25 трав. — С.6-7.